# Terina albidaria
Terina albidaria là một loài bướm đêm trong họ Geometridae.